# Gourits-River-Brücke

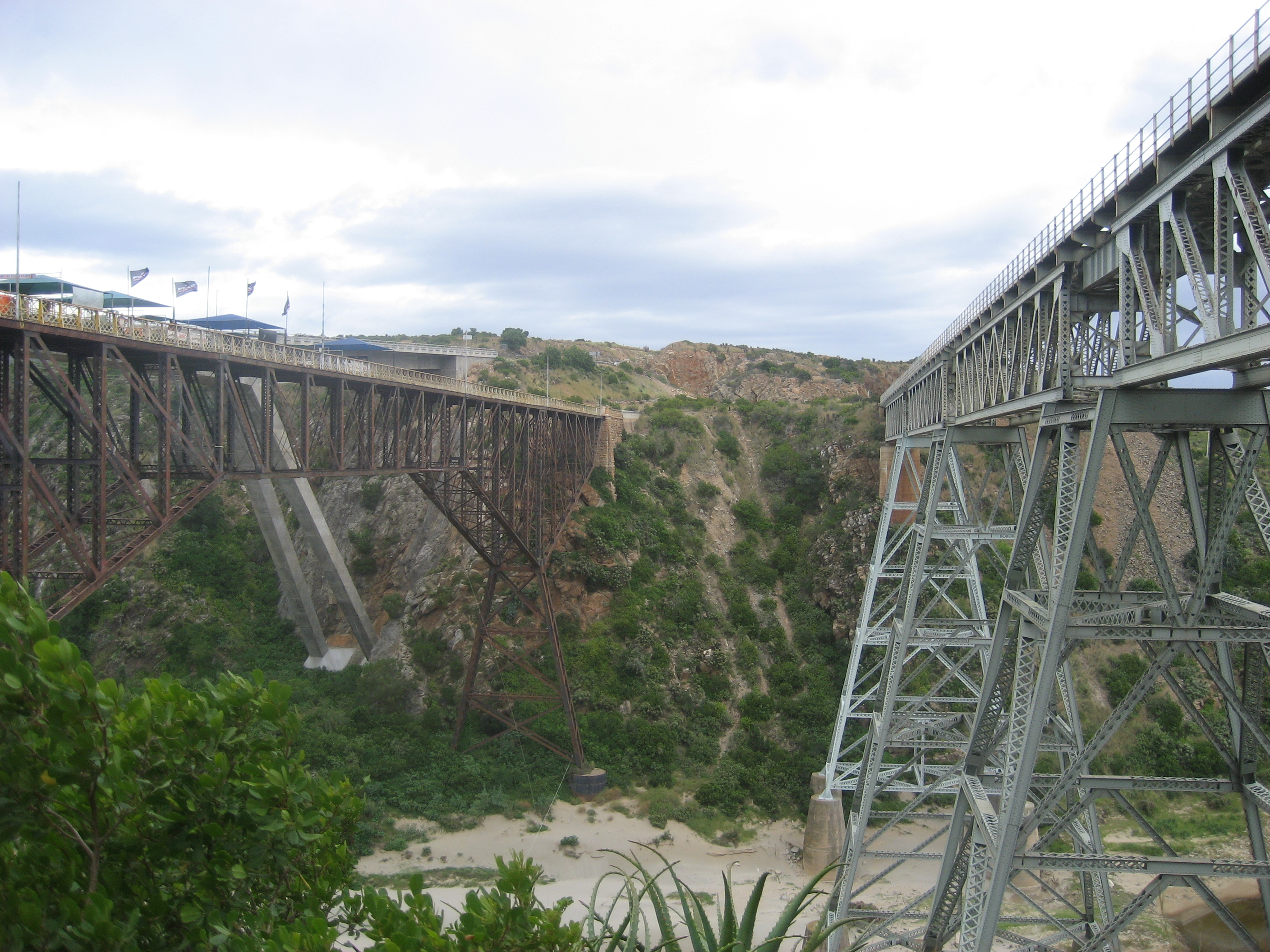
Die Gourits-River-Brücken

Die Gourits-River-Brücke (afrikaans: Gouritsrivier  Brug, englisch Gouritz River Bridge und Gourits River Bridge) ist eine kombinierte Schienen- und Straßenbrücke der Bahnstrecke Worcester–Voorbaai zwischen Albertinia und Hartenbos sowie der Nationalstraße N2 zwischen Albertinia und Mossel Bay in Südafrikas Süden. Sie liegt in der Provinz Westkap und überquert die Schlucht des Gouritz River. Sie ist heute außer Betrieb und wurde durch eine Straßenbrücke sowie eine Eisenbahnbrücke ersetzt. 

## Historische Brücke
Die ursprüngliche Gourits-River-Brücke wurde im März 1892 vom Gouverneur der Kapkolonie Sir Henry Brougham Loch eröffnet. Der Entwurf des Stahlviaduktes wurde von Sir Benjamin Baker erstellt. Bei dieser Brücke handelt es sich um eine kombinierte Schienen- und Straßenbrücke, bei der Schienen- und Straßenverkehr dieselbe Fahrbahn benutzten. Überquerte ein Zug die Brücke, war sie für den Straßenverkehr gesperrt. Lange Zeit diente die Brücke nach ihrer Stilllegung dem Bungeejumping. Jedoch sperrte die Provinzverwaltung des Westkaps die Brücke aus Sicherheitsgründen auch für den Fußgängerverkehr.

## Neue Straßenbrücke
Sie ist eine 270 Meter lange und 75 Meter hohe Stahlbetonbrücke, die südlich der alten Brücke errichtet wurde. Am 10. November 1977 wurde sie von Lourens Albertus Petrus Anderson Munnik, dem damaligen Administrator (1975–1979) der Kapprovinz, eröffnet. Entworfen wurde die Brücke von MESSRS Liebenberg & Stander Consulting Engineers Capetown (afrikaans: MNRE Liebenberg & Stander Raadgewende Ingenieurs Kaapstad).

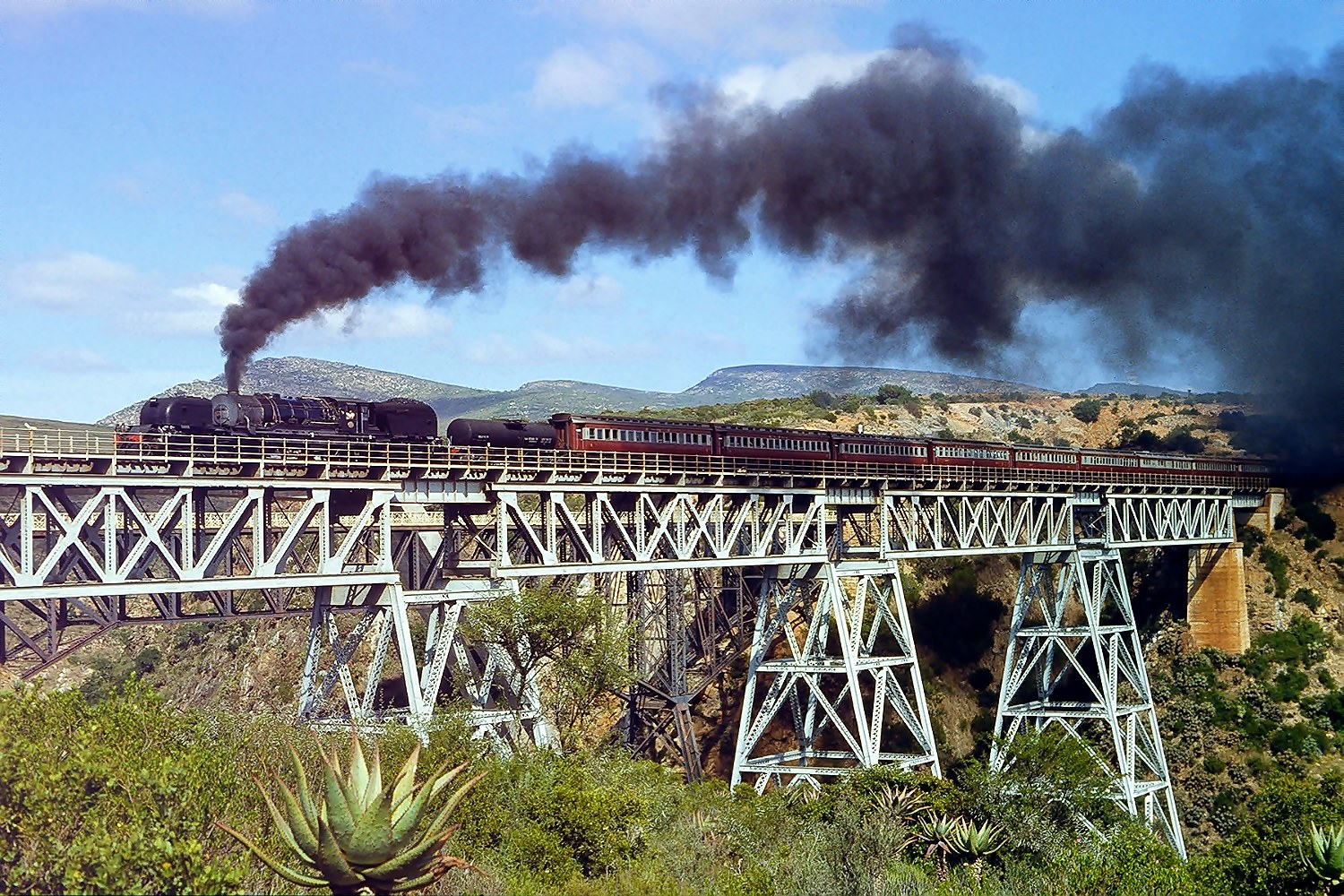
Die neue Eisenbahnbrücke (1986)

## Neue Eisenbahnbrücke
Etwa 60 Meter nördlich von der historischen Brücke steht das Eisenbahnviadukt, welches in Stahlhochbauweise ausgeführt wurde. Über diese Brücke führt – wie schon vorher über die historische Brücke – die Bahnstrecke Worcester–Voorbaai, die hier parallel zur N2 verläuft. Die neue Eisenbahnbrücke wurde bereits 1931 fertiggestellt. Sie ist 770 ft lang und 210 ft hoch. Die Kosten beliefen sich auf 85.000 Britische Pfund, insgesamt wurden 1535 t Stahl verarbeitet. Sie galt als höchste Kapspurbrücke Südafrikas – bis 1973 eine noch höhere über den White Umfolozi nahe Richards Bay dem Betrieb übergeben wurde.